# Фотий (Калпидис)
Митрополит Фо́тий (греч. Μητροπολίτης Φώτιος, в миру Или́ас Калпи́дис, греч. Ἡλίας Καλπίδης; 1865, Чакрак, Гиресун — 9 сентября 1906, Брадвица, Корча) — епископ Константинопольской православной церкви, митрополит Корчинской (1902—1906), деятель борьбы за Македонию.

## Биография
Фотий Калпидис родился в 1865 году в Понте, в селе Чакрак, вилайета Гиресун Османской империи.
После учёбы в своём селе и в Гиресуне, он учился в Халкинской богословской школе, которую окончил в 1899 году с отличием.
В 1897 году, во время обучения в семинарии, был рукоположен во дьяконы, стал секретарём Святого синода.
По окончании Халкинской семинарии стал директором греческой школы в Гиресуне.

### Македония
В 1902 году Фотий стал митрополитом Корчинским и Преметийским, на юго-востоке нынешней Албании, на стыке Северного Эпира и Западной Македонии. Тогда регион административно принадлежал Османской Македонии (Манастир (вилайет)).
Фотий проявил большой интерес к развитию греческого образования среди местной молодёжи.
В 1903 он принимал активное участие в разрешении всех больших вопросов образования, касающихся Корчи, а также близлежащего Премети.
В период 1903—1904 годы он выступал за то, чтобы спортивные мероприятия стали частью школьной программы в местных школах. В результате, первые спортивные мероприятия учеников Корчи состоялись 30 мая 1903 года в местной греческой гимназии Бангаса.
В следующем учебном году эти мероприятия привлекли внимание большой части местного населения, а также официальных османских лиц.
В июне 1904 года Фотий проявил инициативу по созданию музыкальной ассоциации Аполлон и благотворительного общества Возлюби ближего, которые были только частью его образовательных, культурных и общественных инициатив в Корче. В течение некоторого периода Аполлон проводил концерты и театральные представления.

### Убийство
Период когда Фотий возглавил митрополию Корчи был периодом Борьбы за Македонию, борьбы всех против всех на территории этой многонациональной османской провинции. Основная борьба шла между сторонниками Константинопольской православной церкви и болгарского экзархата. Однако в регионе был заметен рост албанского национализма, а также румынской пропаганды среди влахов.
В августе 1906 года митрополит западномакедонской Кастории, видный деятель Борьбы за греческую Македонию, митрополит Герман (Каравангелис) решил объехать регион Корчи.
9 сентября 1906 года в Брадвице митрополит Фотий был убит влахами Танаси Насту, который бежал в Румынию и Апостолом Кочкона.
Распространился ложный слух, что был убит Герман и Димитриос Калапотакис из «Македонского комитета» Афин поместил некролог в своей газете «Эмброс». После обнаружения ошибки, Калапотакис был вынужден подать в отставку с руководящего поста в «Македонском комитете».
Версия убийства Фотия арумынами является наиболее распространённой. Имеется также версия о том, что Фотий был убит албанскими националистами качаками, которых возглавлял Байо Топули. Антигони Беллу-Трепсиади принимает версию убийства Фотия албанцами, но считает что Фотий был убит по ошибке: действительной целью был митрополит Герман.
Другие источники, принимающие албанскую версию пишут, что убийство было совершено потому что Фотий был против развития албанской культурной деятельности, а также как акт мести за убийство албанского священника Кристо Неговани в 1905 году.
Несмотря на то, что среди арестованных по подозрению в убийстве было много албанских националистов того времени, все они были впоследствии освобождены османскими властями.
После Первой Балканской войны регион Корчи был освобождён греческой армией. В 1914 году греческие власти арестовали по подозрению в убийстве Фотия Байрама Лигу (Bajram Ligu), но он отрицал любое участие в этом убийстве

## Память
Фотий был провозглашён национальным мучеником Элладской православной церковью.
В честь Фотия были названы улицы "(Φωτίου Κορυτσάς) в пригородах Пирея и Афин.